# 塞姆 (阿列日省)
塞姆（法語：Sem，法語發音：[sɛm]）是法国阿列日省的一个市镇，位于该省南部，属于富瓦区。2019年1月1日，塞姆与邻近的3个市镇合并为新市镇瓦勒德索斯。

## 地理
塞姆（42°46'4"N, 1°31'8"E）面积5.22 平方千米，位于法国奧克西塔尼大區阿列日省，该省份为法国西南部内陆省份，西部和北部与上加龙省接壤，东临奥德省，东南至东比利牛斯省接壤，南与安道尔和西班牙接壤。
与塞姆接壤的市镇（或旧市镇、城区）包括：古利耶、莱尔库勒、维克德索。
塞姆的时区为UTC+01:00、UTC+02:00（夏令时）。

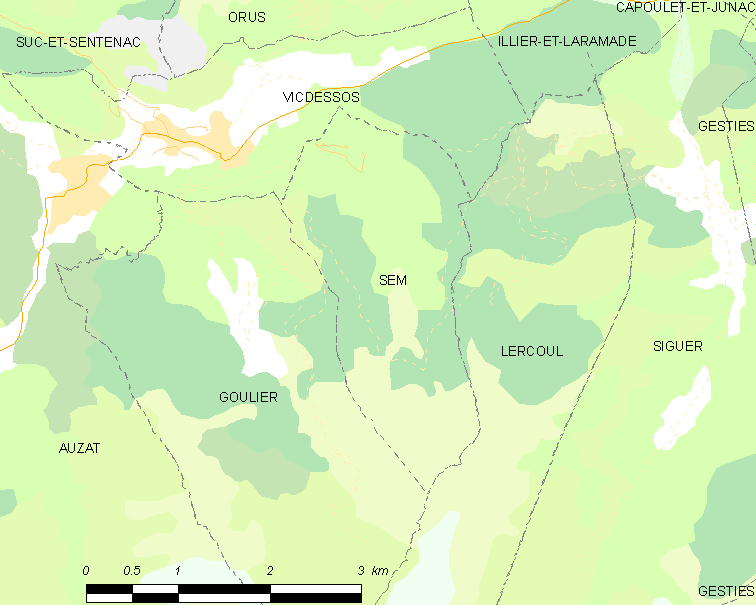
塞姆的OSM定位图

## 行政
塞姆的邮政编码为09220，INSEE市镇编码为09286。

## 政治
塞姆所属的省级选区为萨巴尔泰斯县。

## 人口

1962-2008年间塞姆人口变化图示

塞姆于2018年1月1日时的人口数量为22人。